# Валдай (Ульяновская область)
Валдай — исчезнувший посёлок Старомайнского района Ульяновской области РСФСР, существовавший до 1955 года. Затоплен Куйбышевским водохранилищем.

## География
Посёлок находился в 10 км к северу от райцентра Старая Майна, в 55 км от Ульяновска, в 5 км к северо-западу от села Волостниковка, на правом берегу реки Утка.

## История
Посёлок основан в 1924 году. Здесь был отведён участок для 19 хозяйств из числа крестьян села Волостниковка.
В 1926 году в посёлке образуется товарищество «Валдай».
В 1930 году на основе товарищества в посёлке был образован колхоз «Красный Валдай».
На 1935 год в колхозе «Красный Валдай» состояли все 35 дворов, у колхоза было 572 гектара земли.
В Великую Отечественную войну в посёлок не вернулось 8 человек.
В 1950 году колхоз был присоединён к колхозу им. Карла Маркса (Волостниковка).
В 1955 году, в связи со строительством водохранилища, посёлок Валдай был ликвидирован, а жители были доприселены в Волостниковку и Кокрять.
Административно-территориальная принадлежность
С 25 февраля 1924 года в составе Волостниковского сельсовета Мелекесского уезда Самарской губернии.
6 января 1926 года — в Старомайнской волости Мелекесского уезда Ульяновской губернии.
С 16 июля 1928 года — в Старомайнском районе Ульяновского округа Средне-Волжской области.
С 29 октября 1929 года — в Волостниковском сельсовете Чердаклинского района Средне-Волжского края, с 30 июля 1930 года — Куйбышевского края и с 1936 года — Куйбышевской области.
С 19 января 1943 года в составе Волостниковского сельсовета Старомайнского района Ульяновской области.

## Население
- В 1924 году в Валдае — 19 дворов и 118 человек[3];
- В 1928 году — 13 дворов 38 муж. и 37 жен. (75 жителей)[5];
- На 1930 год — в 24 дворе жил 121 житель[6];

## Достопримечательности
- Около посёлка был найден клад металлических серпов медно-бронзового периода[3].